# 格爾代斯

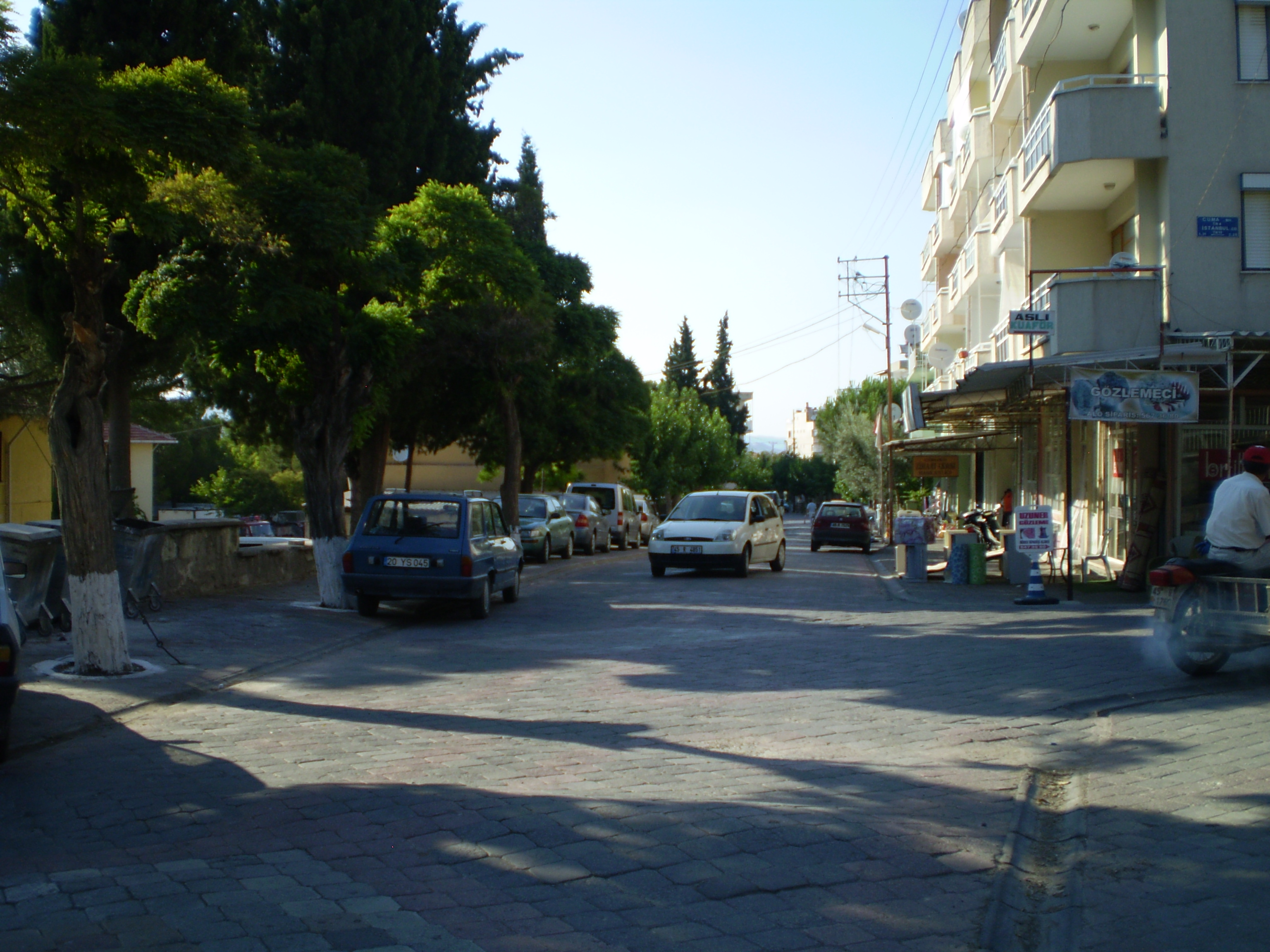
格爾代斯

格爾代斯是土耳其的城鎮，由馬尼薩省負責管轄，位於該國西部，面積947平方公里，海拔高度578米，主要農產品有煙草、小麥和大麥，2011年人口10,411。

## 外部連結
- District municipality's official website （页面存档备份，存于） （土耳其文）
- Road map of Gördes and environs
- Various images of Gördes, Manisa （页面存档备份，存于）

38°55′58″N 28°17′25″E / 38.93278°N 28.29028°E